# Edgar Pary
Edgar Pary Chambi (Caiza D, Potosí, Bolivia; 13 de octubre de 1961) es un profesor y político boliviano que ocupó el alto cargo de Ministro de Educación de Bolivia desde el 19 de noviembre de 2021 hasta el 5 de marzo de 2024 durante el gobierno del presidente Luis Arce Catacora.

## Biografía
Edgar Pary nació un 13 de octubre de 1961 en la pequeña comunidad indígena de Chajnacaya perteneciente actualmente al municipio de Caiza "D" que se encuentra ubicado en la provincia de Linares del departamento de Potosí. Salió bachiller en su localidad natal y continuó con sus estudios superiores ingresando a estudiar en la entonces denominada Escuela de Maestros de Caiza "D" que en la actualidad se la conoce como Escuela Superior de Formación de Maestros "José David Berrios" de donde se graduó como maestro de profesión. 
Desde 2011 hasta 2012, Edgar Pary estuvo como Director Departamental de Educación de Potosí. 

### Ministro de Estado
EL 12 de noviembre de 2021, el entonces ministro Adrián Quelca Tarqui decide renunciar a su alto cargo debido a supuestas acusaciones de "tráfico de exámenes" y "favorecimientos" en cargos públicos a militantes del Partido Comunista de Bolivia. Una semana después, el 19 de noviembre de 2021, el Presidente de Bolivia Luis Arce Catacora decide posesionar en el cargo de ministro de educación al maestro potosino Edgar Pary Chambi en reemplazo de Quelca.
Cabe mencionar que algunas versiones extraoficiales señalan que antes de su renuncia y de manera todavía misteriosa, Adrián Quelca ya sabía exactamente y con mucha anticipación de tiempo quien iba a ser la persona que lo iba a reemplazar en el cargo y por eso presentó ante la justicia boliviana una demanda penal contra Edgar Pary Chambi para tratar de arruinar su carrera profesional, pero que al final dicha intención no prosperó. La acusación de Quelca, señalaba que Pary no había cumplido los años requeridos de docente para ocupar el cargo de "Subdirector de educación de Tarija", pero tiempo después el Ministerio Público de Bolivia rechazó la denuncia de Quelca por falta de pruebas.
Durante su primer discurso ya como ministro, Pary mencionaba en la Casa Grande del Pueblo que se había planteado así mismo tres desafíos por cumplir para mejorar la educación en Bolivia; el primer desafío era el de seguir fortaleciendo la educación en el país, llevándola adelante, ya sea en contextos urbanos y de manera coordinada con el Ministerio de Salud de Bolivia. Su segunda promesa que planteó era que se concentraría en potenciar aún más las tres modalidades habilitadas (clases a distancia, clases semipresenciales y clases presenciales) y finalmente anunció que trabajaría en coordinación con los directores de educación de los 9 Departamentos de Bolivia. A su vez, el presidente Luis Arce también le encomendó tres grandes tareas a Pary, el primero de ellos era que se ponga a crear inmediatamente un "Plan para Mejorar la Calidad Educativa de Bolivia", la segunda tarea que le encargó era que se ocupe de fortalecer la educación universitaria que se implementa en las diferentes universidades del país, pues según Luis Arce existen muchas deficiencias en la calidad educativa de los bachilleres y estudiantes universitarios y ya finalmente le encargó que vaya a mejorar los recursos humanos, que actualmente se necesita en el presente y no para el futuro.
Cabe mencionar que después de la juramentación de Edgar Pary al alto cargo ministerial, algunos medios de comunicación ya lo han relacionado familiarmente con el ex canciller Diego Pary Rodríguez (1978) pues casualmente ambos nacieron en el mismo municipio de Caiza "D", así también los medios calificaron a Pary de pertenecer a la "Ala Dura" del Movimiento al Socialismo (MAS-IPSP) al igual que otros políticos potosinos como el exministro de minería César Navarro Miranda (1967) o el expresidente de la cámara de diputados Víctor Borda Belzú (1970).